# شاين ليزلي
شاين ليزلي (بالإنجليزية: Shane Leslie)‏ هو مؤلف وكاتب وشاعر أيرلندي، ولد في 24 سبتمبر 1885 في مقاطعة موناغان في جمهورية أيرلندا، وتوفي بنفس المكان في 14 أغسطس 1971.